# Maroš Šefčovič
Maroš Šefčovič, slovaški politik in evropski komisar, * 24. julij 1966, Bratislava.
Je aktualni evropski komisar za medinstucionalne odnose in predvidevanja ter podpredsednik Evropske komisije. Pred tem je že zavzemal več visokih evropskih položajev.